# Gisay-la-Coudre
Gisay-la-Coudre är en kommun i departementet Eure i regionen Normandie i norra Frankrike. Kommunen ligger i kantonen Beaumesnil som tillhör arrondissementet Bernay. År 2018 hade Gisay-la-Coudre 248 invånare.

## Befolkningsutveckling
Antalet invånare i kommunen Gisay-la-Coudre
Referens:INSEE